# 林樂善
林樂善（1932年6月17日—），中華民國（台灣）政治人物，曾任三屆嘉義縣議員，後以無黨籍身份在嘉義縣選區當選為第六屆台灣省議員，又在台灣省第四選區（雲嘉嘉南南）當選為第一屆第四次增額立法委員。
他是台灣省議會第一位創辦並主持聽證會的省議員
。